# Super Fun Night
Super Fun Night è una sitcom statunitense ideata e interpretata da Rebel Wilson, trasmessa dal 2 ottobre 2013 sulla rete televisiva ABC. Il 9 maggio 2014, ABC ha confermato la cancellazione della serie.
In Italia, la serie è stata trasmessa su Joi dal 31 ottobre 2014.

## Trama
Tre giovani ragazze, in carriera, progettano divertenti serate ogni venerdì.

## Personaggi e interpreti

### Personaggi principali
- Kimmie Boubier, interpretata da Rebel Wilson e doppiata Ilaria Giorgino.
- Marika, interpretata da Lauren Ash e doppiata da Valeria Vidali.
- Helen-Alice, interpretata da Liza Lapira e doppiata da Perla Liberatori.
- Richard Royce, interpretato da Kevin Bishop e doppiato da Nanni Baldini.
- Kendall Quinn, interpretata da Kate Jenkinson e doppiata da Ughetta d'Onorascenzo.

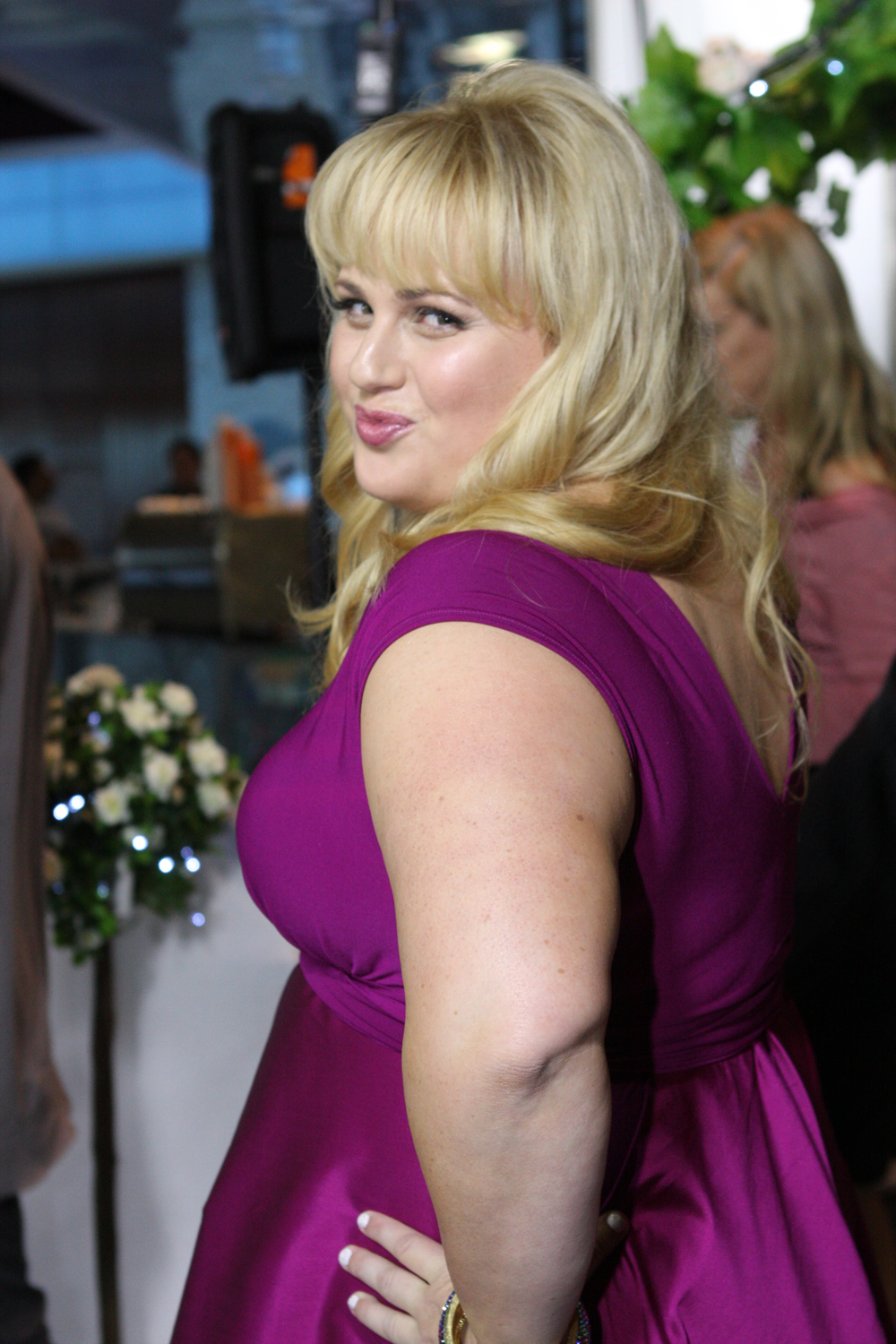
Rebel Wilson interpreta Kimmie Boubier
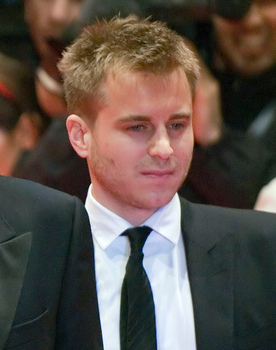
Kevin Bishop interpreta Richard Royce

### Personaggi ricorrenti
- Jazmine Boubier, interpretata da Ashley Tisdale e doppiata da Gemma Donati.
- Ruby, interpretato da Dan Ahdoot e doppiato da Daniele Giuliani.
- Dan, interpretato da John Gemberling e doppiato da Marco Baroni.
- Benji, interpretato da Paul Rust e doppiato da Corrado Conforti.
- Frankie, interpretata da Hana Mae Lee.
- Derrick, interpretato da Matt Lucas.
- Jason, interpretato da Darin Brooks.
- Felicity Vanderstone, interpretata da Kelen Coleman.

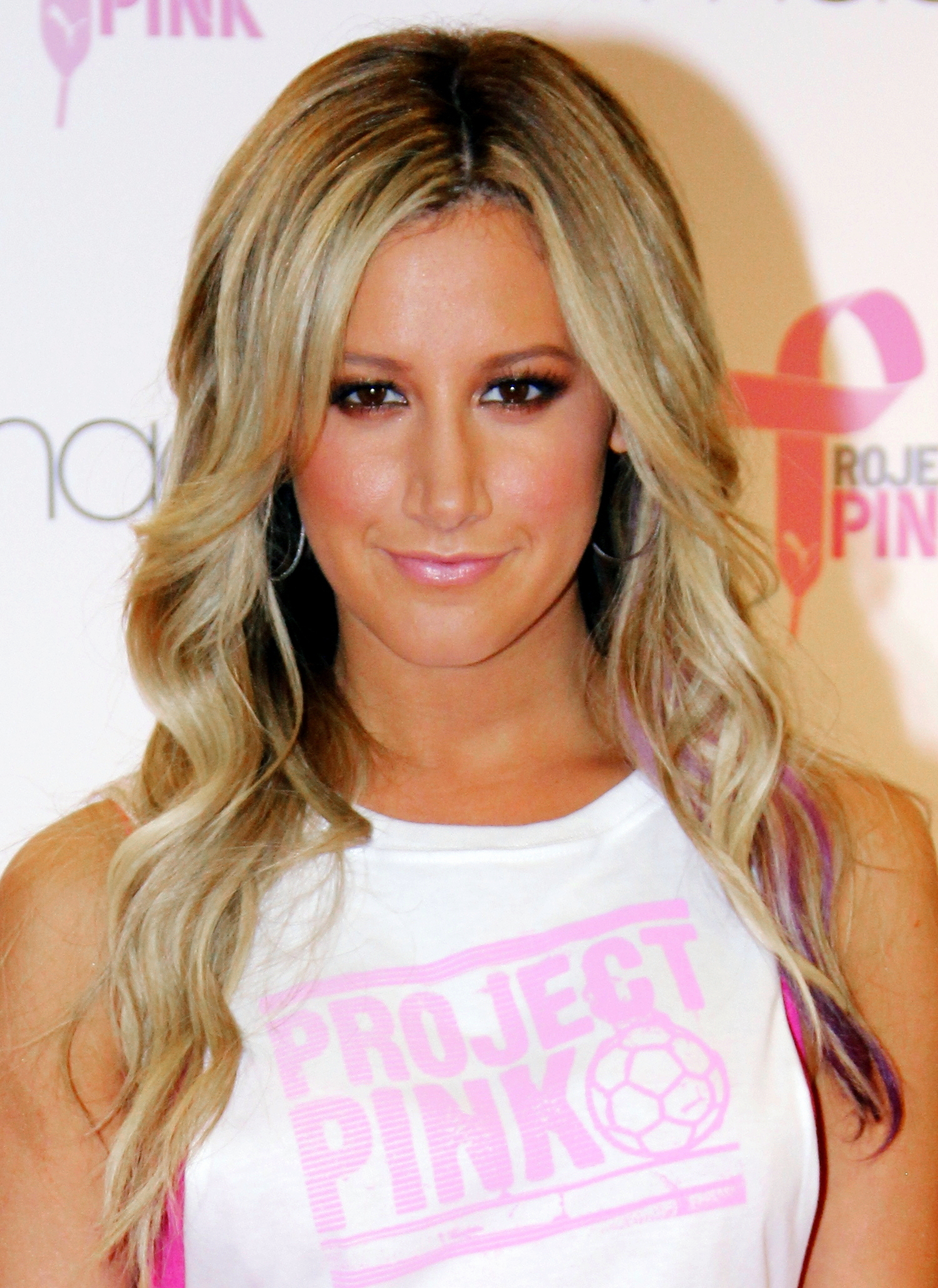
Ashley Tisdale interpreta Jazmine Boubier
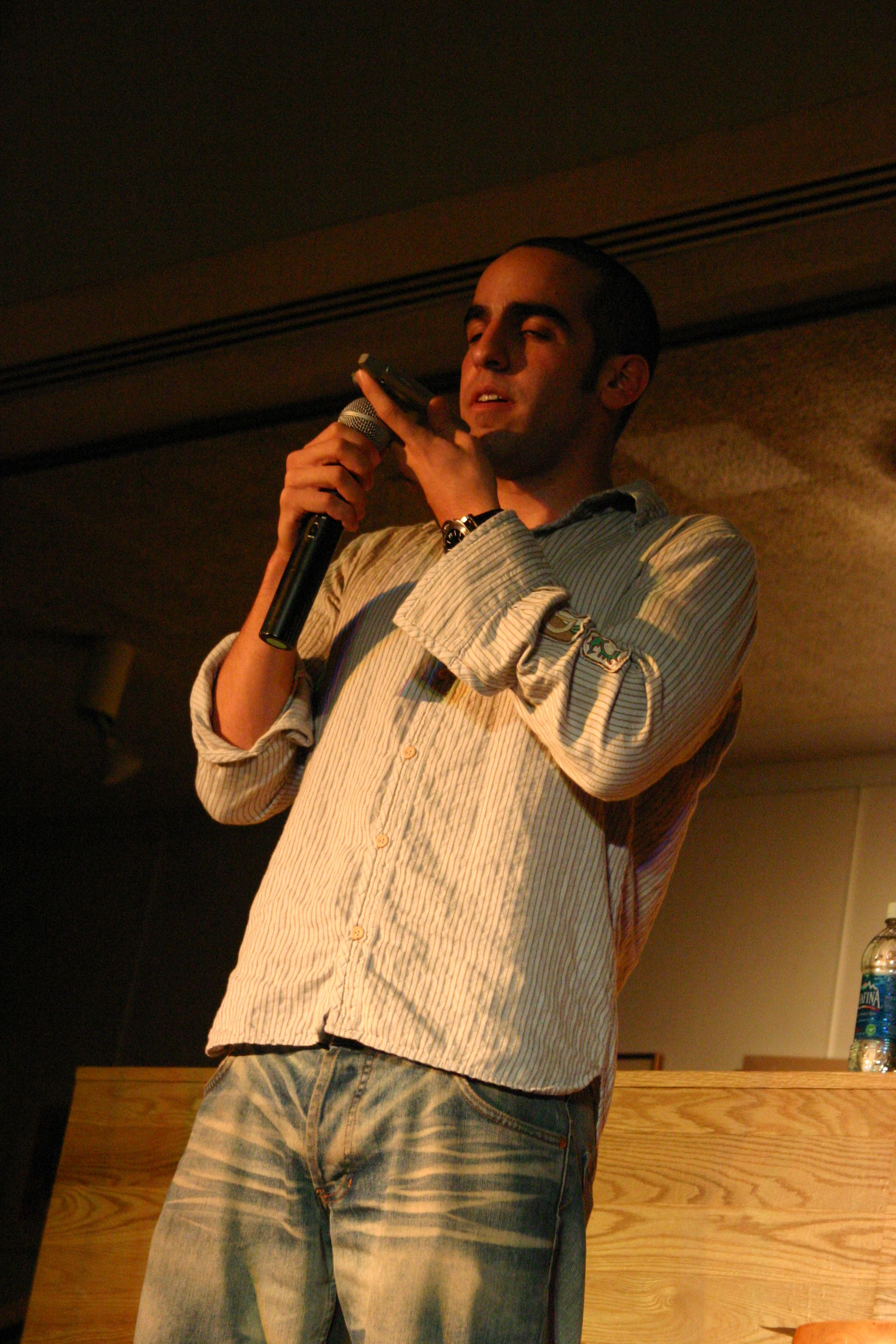
Dan Ahdoot interpreta Ruby
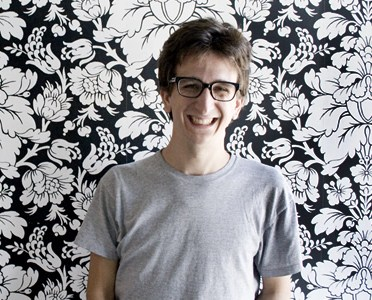
Paul Rust interpreta Benji
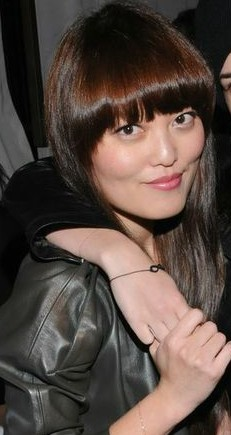
Hana Mae Lee interpreta Frankie
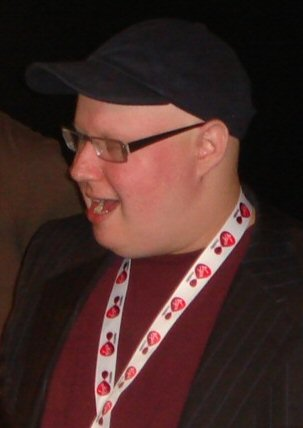
Matt Lucas interpreta Derrick
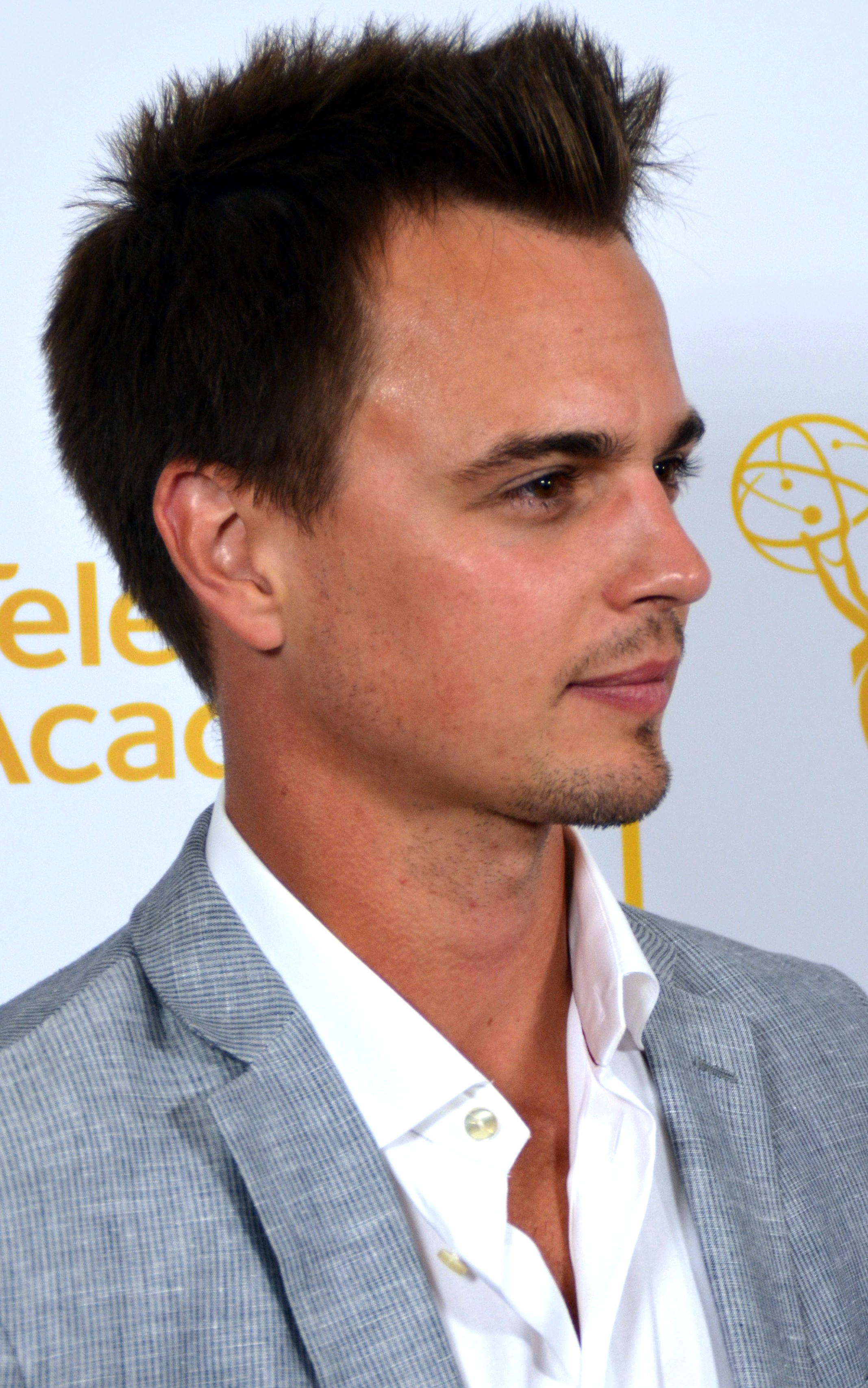
Darin Brooks interpreta Jason

## Episodi
| Stagione       | Episodi | Prima TV USA | Prima TV Italia |
| -------------- | ------- | ------------ | --------------- |
| Prima stagione | 17      | 2013-2014    | 2014            |

## Trasmissioni internazionali
- Canada: Citytv, dal ottobre 2013
- Australia: Nine Network, dal 15 ottobre 2013
- Filippine: ETC, dall'8 ottobre 2013
- Brasile: Warner Channel, dal 15 ottobre 2013
- Italia: Joi, dal 31 ottobre 2014

## Premi
- 2014 - People's Choice Awards
  - Migliore nuova commedia